# Divorcio en España
En la actualidad, el divorcio en España es uno de los motivos de disolución del matrimonio según la legislación española y, más concretamente, el artículo 85 del Código Civil de España, en vigor con tal supuesto desde el 9 de agosto de 1981:

"El matrimonio se disuelve, sea cual fuere la forma y el tiempo de su celebración, por la muerte o la declaración de fallecimiento de uno de los cónyuges y por el divorcio."

Es, por tanto, la disolución del matrimonio que no sea motivada por la muerte o declaración de fallecimiento de uno de los cónyuges. Una vez completado el divorcio, se está en libre disposición de contraer matrimonio de nuevo.
Puede ser tramitado en los juzgados a petición de uno de los cónyuges, de ambos o de uno con el consentimiento del otro, tal y como marca el artículo 86 del Código Civil:

"Se decretará judicialmente el divorcio, cualquiera que sea la forma de celebración del matrimonio, a petición de uno solo de los cónyuges, de ambos o de uno con el consentimiento del otro, [...]"

Desde el año 2015 también cabe la posibilidad de su tramitación ante notario, sin necesidad de pasar por el juzgado, si bien se contempla para casos de acuerdo mutuo y con unos requisitos más restringidos, estipulándose en el artículo 87 del Código Civil:

"Los cónyuges también podrán acordar su divorcio de mutuo acuerdo [...] en escritura pública ante Notario, [...]".

Si bien el derecho de divorcio ya había sido legalizado en España durante la Segunda República, con la aprobación de la Ley de divorcio de 1932, más tarde, dicha legislación fue suspendida primero, seguida de la derogación, por parte de la dictadura franquista. Con la muerte del dictador Francisco Franco y la recuperación de la democracia, hizo que para reinstaurar el derecho de divorcio, se aprobara la Ley de divorcio de 1981 
Posteriormente, se acometieron reformas de ampliación de la misma, en los años 2005 y 2015, que aportaron el divorcio exprés, el divorcio notarial y completaron el divorcio libre, mediante la aprobación de la Ley 13/2005, de 1 de julio; la Ley 15/2005, de 8 de julio y la Ley 15/2015, de 2 de julio. Con ello, el divorcio deja de ser exclusivamente judicial, también se puede acceder, con ciertas restricciones, por la vía notarial. A la vez, deja de ser de doble proceso, no hace falta pasar por una separación legal previa para acceder al divorcio. Y, por otro lado, deja de ser causal, no hay que alegar y probar alguna de las causas recogidas en la ley para poder divorciarse.
En rigor jurídico, el texto del 1981 y las ulteriores reformas del 2005 y 2015 acometen modificaciones del Código Civil para adecuarlo a dichas situaciones.

## Contexto y posicionamientos históricos
En España las posiciones referentes al derecho de divorcio, históricamente, llevaron a una pronunciada división y enfrentamiento social, especialmente a lo largo de todo el siglo XX, entre favorables y contrarios, desencadenando sucesivas aprobaciones y derogaciones según el régimen imperante del momento. Realidad que se explica por la fuerte influencia y arraigo de la Iglesia Católica en el país, algo muy similar ocurrió en otros países europeos con la misma tradición, especialmente en Italia, Irlanda y Portugal.  Llegando al punto que los tres países citados, además de España, se encuentran entre los últimos en aprobarlo a nivel europeo, concretamente Italia en 1970, Portugal en 1975 e Irlanda hasta 1995. A diferencia de Italia e Irlanda, en España no se ha celebrado ningún referéndum relacionado con la materia.
En el ámbito político, los partidos del espectro socialdemócrata, liberal y comunista fueron los que se posicionaron a favor, en sentido contrario las formaciones de tradición democratacristiana, conservadora y extrema-derecha se situaron en el rechazo.

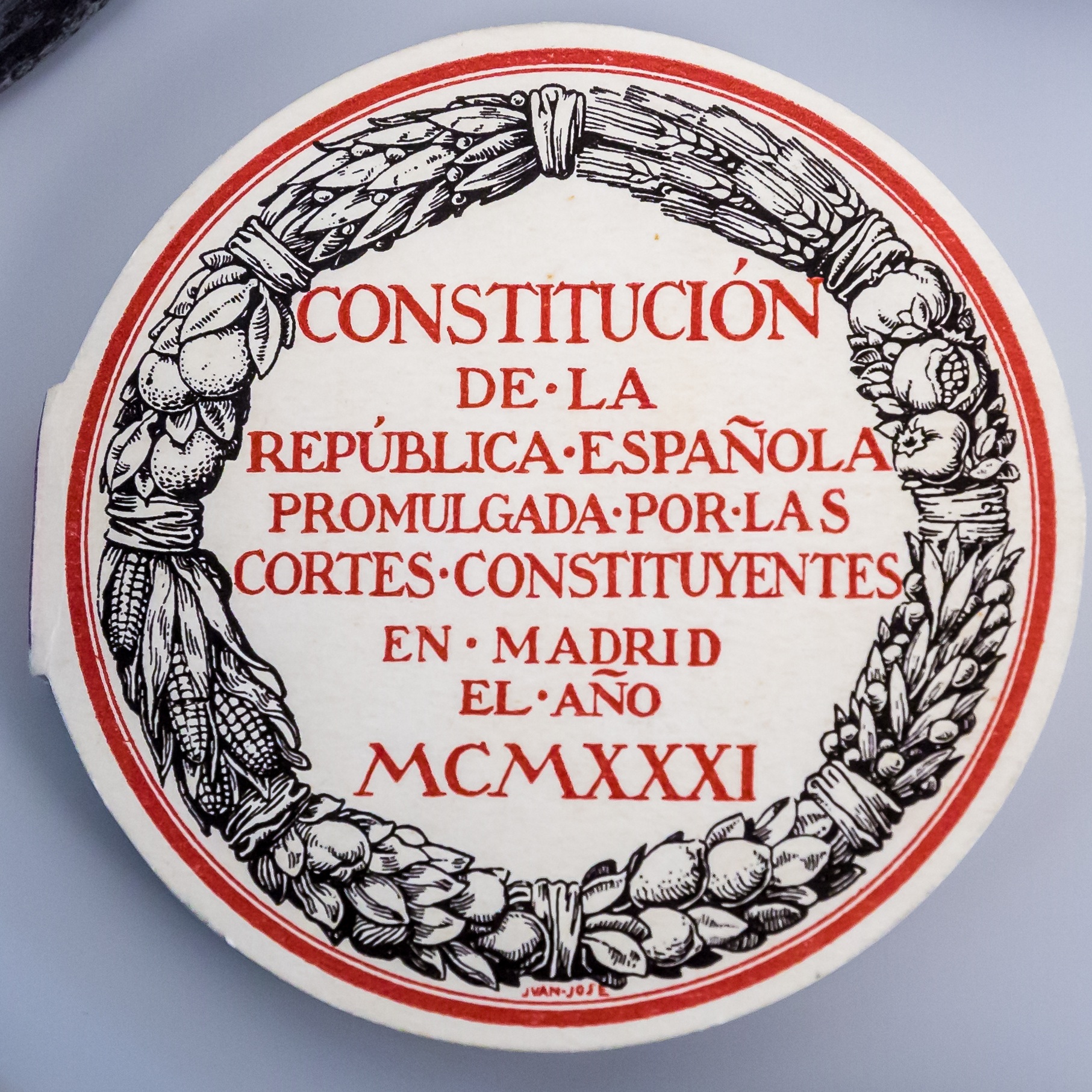
Constitución de la II República (1931), la única que ha reconocido explícitamente el derecho de divorcio en la historia de España.

Desde la reinstauración actual del divorcio en España, mediante la aprobación de la Ley 30/1981, la tendencia ha sido a su absoluta consolidación y normalización y, aún más, mayor alcance, materializándose con las reformas de ampliación de los años 2005 y 2015, que agilizan y simplifican el proceso, a la vez que eliminan exigencias previas para su ejercicio.

## II República: reconocimiento constitucional y primera ley de divorcio

### Constitución de 1931

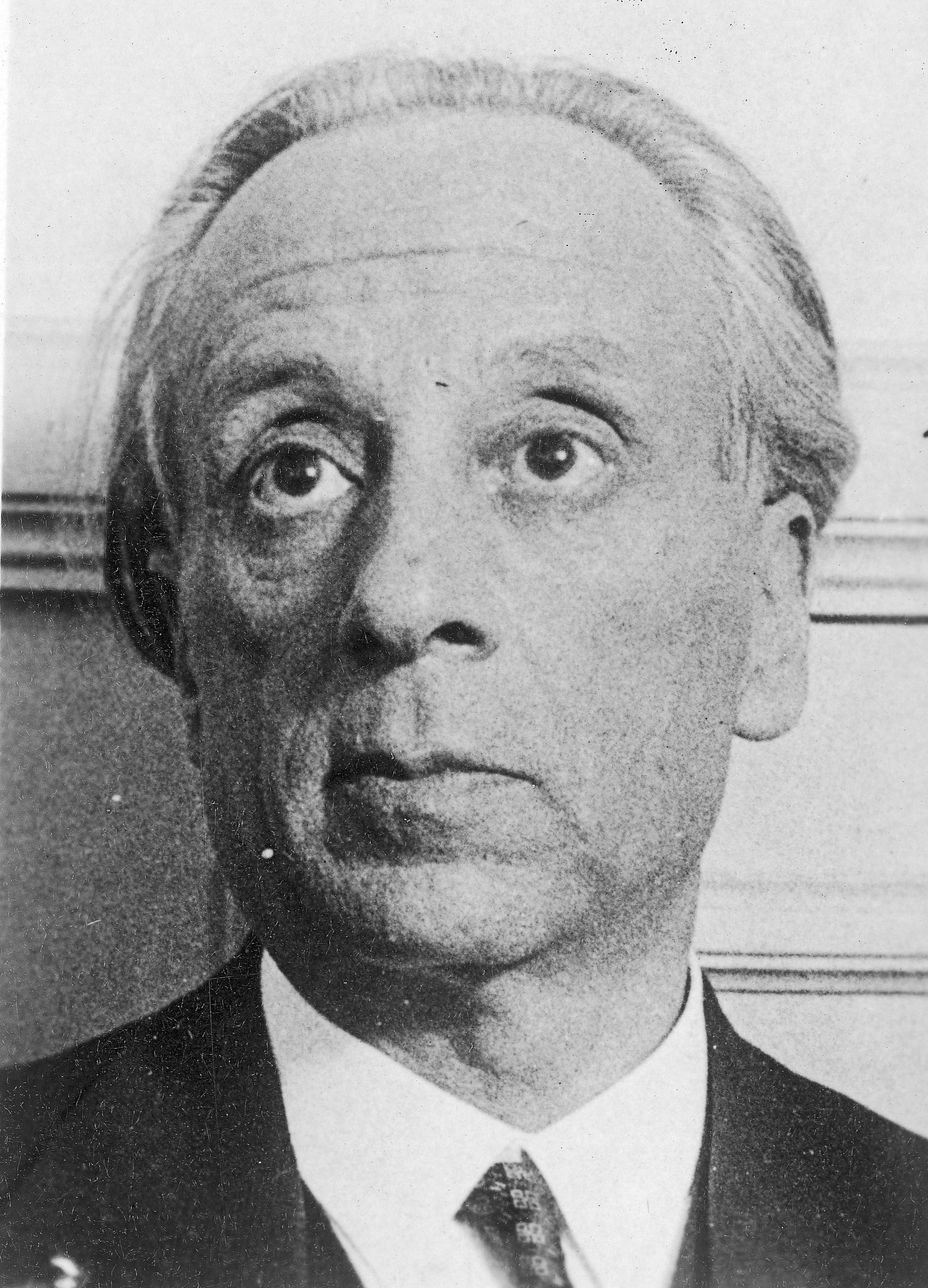
Álvaro de Albornoz, ministro de justicia (1931-1933), impulsor de la Ley de divorcio de 1932.

La primera vez que se reconoció legalmente el derecho de divorcio en España, tal y como lo conocemos actualmente, fue en la  Segunda República, en el artículo 43 de la Constitución de 1931, pudiéndose solicitar de mutuo acuerdo, o por uno de los cónyuges, siempre bajo causa justa:

"La familia está bajo la salvaguardia especial del Estado. El matrimonio se funda en la igualdad de derechos para uno y otro sexo, y podrá disolverse por mutuo disenso o a petición de cualquiera de los cónyuges con alegación en este caso de justa causa".

Hasta el día de hoy, ha sido la única vez, en la historia de España, que una constitución ha reconocido explícitamente el derecho de divorcio; ni la posterior, la de 1978, la que rige en la actualidad, lo hace.

### Ley de divorcio de 1932
El derecho constitucional de divorcio fue desarrollado, poco después, por la primera ley del ámbito, la Ley de Divorcio de 1932, presentada por el ministro de justicia, Álvaro de Albornoz, ante las Cortes republicanas, aprobándose finalmente, el 25 de febrero del 1932, con 260 votos a favor y 23 en contra, a pesar de la oposición de la Iglesia Católica y de los partidos católicos y conservadores, integrados en la Minoría Agraria y en la Minoría vasco-navarra.

## Guerra civil y dictadura franquista: suspensión y derogación

### Guerra civil: suspensión en el bando franquista
En el transcurso de la guerra civil española, el bando franquista, en un primer momento y en la parte del territorio que tenía bajo su control, estableció la suspensión de los litigios de separación y divorcio, a través de un decreto, aprobado por el Consejo de ministros, presidido por Francisco Franco, el 2 de marzo de 1938, en Burgos:

"la suspensión de todas las actuaciones judiciales en los pleitos de separaciones de cónyuges y divorcios tramitados con arreglo a la Ley de 2 de marzo de 1932."

Desde ese instante y hasta la finalización del enfrentamiento armado, España vivió una realidad dual y diferenciada en cuanto a la jurisdicción, puesto que en el territorio aun controlado por el bando republicano seguía vigente la aplicación, con todos sus efectos, de la ley de divorcio de 1932.

### Dictadura franquista: derogación del divorcio, matrimonio indisoluble
Posteriormente, una vez el bando franquista hubo ganado la contienda bélica, derogó, explícitamente, la ley del divorcio de 1932, mediante la aprobación de la ley de 23 de septiembre de 1939, la exposición de motivos recogía lo siguiente:

"El nuevo Estado Español anunció, desde un principio, la derogación de la legislación laica, devolviendo así a nuestras Leyes el sentido tradicional, que es el católico. Por tanto, derogada la ley del Matrimonio Civil y puestas en vigor, siquiera sea de un modo transitorio, las disposiciones del Título cuarto Libro primero del Código Civil, no podía quedar en período de mera suspensión la ley de Divorcio de dos de marzo de mil novecientos treinta y dos, siendo necesaria ya una derogación explícita de la misma, por tratarse de Ley distinta de la mencionada de Matrimonio Civil y radicalmente opuesta al profundo sentido religioso de la sociedad española."

A continuación, en el artículo único de la ley quedaba transcrito de esta forma:

"Queda derogada la ley de Divorcio de dos de marzo de mil novecientos treinta y dos y las disposiciones complementarias de la misma, quedando vigente en la materia las disposiciones del Código Civil."

En las siete disposiciones transitorias se fijaban efectos retroactivos de la ley para ser aplicados a aquellos cónyuges que se hubieran divorciado y que, según la casuística, o no podían volver a casarse de nuevo con otra persona o se les dejaba el divorcio sin efectos con lo que el antiguo matrimonio volvía a tener vigencia. De gran complejidad era la patria potestad de los hijos posteriores a un divorcio. Hay que tener presente que, al mismo tiempo, también había sido derogado el matrimonio civil, con lo que era una circunstancia más a tener en cuenta a lo anterior descrito. Todo ello desencadenó a que, a nivel de relaciones personales y de convivencia, generara graves situaciones de conflictividad y enfrentamientos, siendo la mujer la que, mayormente, se llevó la peor parte.
Desde entonces, y por más de cuarenta años, el divorcio no estaría contemplado en la legislación española, no pudiéndose ejercer de nuevo hasta 1981. La disolución sólo se producía a efectos de la muerte o declaración de fallecimiento de uno de los cónyuges. Sin embargo, también cabía la posibilidad de la nulidad, ligada al derecho canónigo de la Iglesia Católica y que no es, en propiedad, una disolución. Sino el reconocimiento de que el matrimonio no ha existido nunca por haber concurrido algunos defectos esenciales, haciéndose una interpretación de éstos de forma bastante laxa y poco rigurosa. Para su obtención, siempre mediante tribunales eclesiásticos, hacía falta desembolsar una cantidad económica elevada, reservándose, por tanto, a las clases más adineradas de la sociedad.
Más adelante, para no dejar ningún género de dudas, con la aprobación, el 17 de julio de 1945, del Fuero de los Españoles, siendo una de las ocho Leyes Fundamentales del Franquismo, que establecía una serie de derechos, libertades y deberes de todo ciudadano, fijaba, mediante su artículo 22, el matrimonio como indisoluble:

"- El Estado reconoce y ampara a la familia como institución natural y fundamento de la sociedad, con derechos y deberes anteriores y superiores a toda ley humana positiva.
 - El matrimonio será uno e indisoluble. "
[...]

## Transición democrática: ley de divorcio de 1981
Con la muerte de Francisco Franco, el 20 de noviembre de 1975, y el posterior retorno de la democracia hizo posible, otra vez, en el último cuarto del Siglo XX, el reconocimiento del derecho de divorcio. Si bien se tendría que esperar hasta el año 1981 con la aprobación de la ley de divorcio, puesto que en la constitución de 1978 no está reconocido explícitamente.  

### Constitución de 1978: Derecho de divorcio no recogido
En primer lugar hay que matizar que la aprobación de la Constitución de 1978, a través de artículo 32.2, no recoge explícitamente el derecho de divorcio, como sí lo hacía la Constitución de 1931, dado que se limita a anunciar, genéricamente, que el matrimonio se puede disolver, además de la posibilidad de la separación, previendo que sólo una posterior ley lo pudiera regular, lo que es conocido como reserva de ley:

"La ley regulará las formas de matrimonio, la edad y capacidad para contraerlo, los derechos y deberes de los cónyuges, las causas de separación y disolución y sus efectos."

Con ello la constitución no impedirá el reconocimiento normativo del derecho de divorcio con rango de ley, pero, al no encontrarse expresamente citado, tampoco tendrá una protección constitucional, es decir, la máxima jerarquía legal posible. Puesto que el divorcio, si bien es uno de los motivos posibles de la disolución del matrimonio, no es el único, existiendo otras causas diferentes, como ya pasaba durante el franquismo, como son la muerte o la declaración de fallecimiento de uno de los cónyuges.
Por consiguiente, el reconocimiento y una posterior derogación del derecho de divorcio en la España actual queda a expensas y voluntad de los parlamentos que se vayan sucediendo y de las mayorías que se articulen en ellos. Sin que se requiera, para ello, mayoría absoluta, por lo tanto, no es materia de ley orgánica, es suficiente con una mayoría relativa.

### Ley de Divorcio de 1981
Sin embargo, no fue hasta el final del período conocido como transición que se volvió a reconocer legalmente el derecho de divorcio. El 22 de junio de 1981, el Congreso de los Diputados aprobó de nuevo, si bien por mayoría simple y no absoluta, una ley del divorcio, la ley 30/1981,con 162 votos a favor, 128 en contra y 7 en blanco. Siendo un proyecto de ley del ministro de justicia del gobierno de la UCD, Francisco Fernández Ordóñez, y con el rechazo frontal, otra vez, de la Iglesia católica, en voz de la Conferencia Episcopal, y de los sectores conservadores de la sociedad, entre ellos parte de los medios de comunicación.

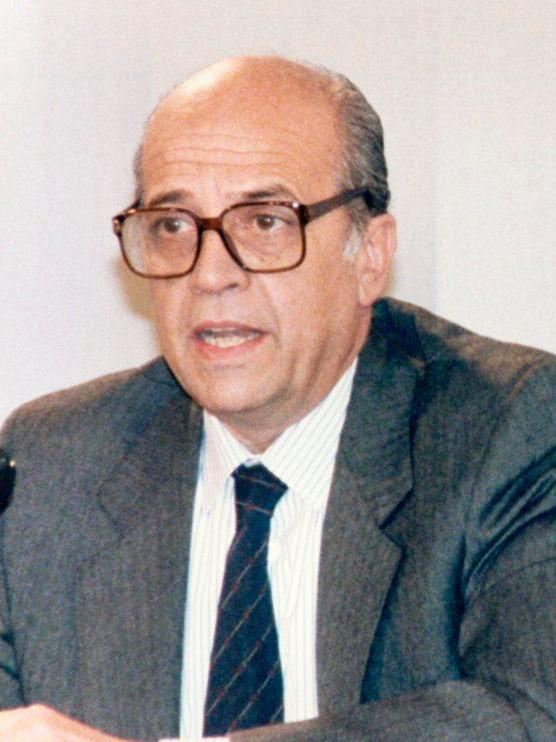
Francisco Fernández Ordóñez, ministro de justicia (1980-1981), impulsor de la Ley de divorcio de 1981.

Por lo que refiere a la votación de la ley, si bien el voto fue secreto, con lo que no se plasmó el resultado a nivel individual de cada diputado, los posicionamientos previos y posteriores a tenor de los resultados finales hace posible concretar que, en líneas generales, a favor se posicionaron los parlamentarios de izquierdas, PSOE y PCE; las formaciones nacionalistas, PNV, ERC y Minoría catalana; y la parte liberal y socialdemócrata de la UCD, que representaba la mitad de sus miembros y al mismo tiempo impulsores de la ley, capitaneados por el presidente, Adolfo Suárez, el ministro Francisco Fernández Ordóñez y Javier Moscoso, los dos últimos más adelante se integrarían en el PSOE. 
El ministro de justicia, Francisco Fernández Ordóñez, en defensa de la ley ante el Congreso de los Diputados declaró:

"No podemos impedir que los matrimonios se rompan, pero sí podemos disminuir el sufrimiento de los matrimonios rotos."

En sentido contrario votaron el sector demócrata-cristiano y conservador de la UCD, dirigidos por Óscar Alzaga y Fernando Álvarez de Miranda, sumando la otra mitad de la formación, y la totalidad de los diputados de la conservadora Alianza Popular (AP), más tarde refundada en el Partido Popular (PP), liderados por Manuel Fraga.
Hay que señalar que en el lapso de tiempo de la tramitación de la ley hubo un cambio en la presidencia del gobierno, de Adolfo Suárez pasó a Leopoldo Calvo-Sotelo, a su vez miembro de la UCD, a partir del 26 de febrero del 1981. 
Finalmente la ley aprobada situó a España entre las legislaciones más avanzadas y ambiciosas en esta materia a nivel europeo, para ello hay dejar constancia que, en el momento de la elaboración de la norma, se escuchó activamente y se incorporaron propuestas de la Asociación de Mujeres Separadas y Divorciadas, presidida por Ana María Pérez del Campo, en calidad de representantes de parte de la sociedad civil.Hecho de gran relevancia puesto que los protagonistas de aquel proceso, fuera cual fuera su posicionamiento, eran, prácticamente, sólo hombres, cuando, lógicamente, la mitad exacta de los interpelados por la regulación del divorcio eran mujeres.

#### Una ley de divorcio judicial, causal y de doble proceso
El redactado de la ley dejaba establecido el procedimiento de divorcio de la siguiente manera: únicamente podía ser tramitado en los juzgados, mediante sentencia firme (divorcio judicial), se alegara alguna de las causas recogidas por la ley (divorcio causal). También requería de una separación previa, por lo tanto, el divorcio quedaba intrínsecamente ligado a esta figura, primero se tenía que tramitar la separación y, posteriormente, el divorcio (doble proceso). Como es de suponer, esta forma de proceder alargaba, significativamente, los tiempos y los costes económico y emocional para que el divorcio se viera completado.

## Reformas de ampliación de la ley de divorcio de 1981

### Reformas del año 2005

#### Divorcio exprés y completamente libre(Ley 15/2005)
En el año 2005, el gobierno del PSOE de José Luis Rodríguez Zapatero impulsó, mediante el ministro de justicia, Juan Fernando López Aguilar, la reforma de la Ley de divorcio de 1981, cuando el Congreso de los Diputados, aprobó la Ley 15/2005, para completar la instauración del divorcio libre y agilizar los trámites. A partir de ese momento no es necesario alegar ninguna causa para solicitar la separación o el divorcio, y este no tiene que venir precedido de la separación previa. Simplemente es necesario que hayan pasado un mínimo de tres meses desde la celebración del matrimonio, para supuestos extremos: riesgo para la vida, la integridad física o moral de uno de los cónyuges (entre los que se incluye la violencia de género), no rige ningún plazo. Introduciéndose, por otro lado, la posibilidad de la custodia compartida, sin que tenga que haber acuerdo entre los progenitores, supuesto que tuvo el rechazo de los partidos de la derecha, PP, CiU, PNV y CC, estas formaciones defendían la custodia compartida solo para los casos de mutuo acuerdo entre los cónyuges.

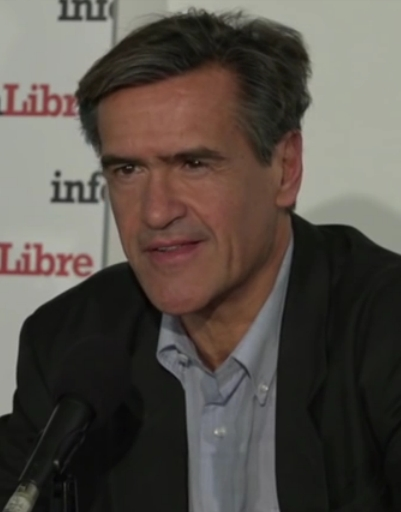
Juan Fernando López Aguilar, ministro de justicia (2004-2007), impulsor de las reformas de 2005 de ampliación del divorcio.

A raíz de la reforma y por la facilidad y rapidez con la que se completaba el divorcio, en comparación con la legislación anterior, hizo que se le conociera, coloquialmente y periodísticamente, como divorcio exprés, si bien el término no es recogido, en ningún momento, por la ley. Además, a partir de ese momento, se considera que se ha completado el derecho a un divorcio libre, dado que su acceso es directo, al no exigir requisitos como la separación legal previa  o causas que lo justificaran. La simple voluntad de disolver el matrimonio es suficiente, más allá de que se tengan que resolver otras cuestiones como la liquidación de bienes o la custodia de los hijos menores.
El balance que se acostumbra hacer del divorcio exprés queda centrado en el terreno de la legalidad, la simplicidad y la agilidad, pero no se puede dejar de lado que todo ello, además, aporta un nuevo elemento positivo y es la reducción de los costes de tramitación y asistencia jurídica por parte de los interesados, que hasta la fecha eran elevados, pudiendo abstener a ciertas personas de su realización. El divorcio, por consiguiente, se hace más accesible, económicamente, al conjunto de la ciudadanía.

##### Fondo público de garantía del pago de alimentos
Otra de las grandes aportaciones de esta reforma, que había sido largamente exigida y reclamada, es que la ley plasma en su redactado, a través de la disposición adicional única, es la creación de un fondo de ámbito estatal que garantizara, por parte del Estado, el pago de aquellas pensiones de alimentos destinadas a hijos e hijas menores de edad que hubieran sido establecidas judicialmente en procesos de divorcio, separación o nulidad matrimonial, pero que no hubieran sido abonadas por parte del progenitor.
Posteriormente, en el año 2007, dicho fondo fue establecido bajo el nombre de Fondo de Garantía del Pago de Alimentos, por la disposición adicional quincuagésima tercera de la Ley 42/2006 (Presupuestos Generales del Estado 2007) con una dotación inicial de 10 millones de euros y regulado por el Real Decreto 1618/2007, de tal forma que el Estado anticipa el pago de aquellas pensiones de alimentos no abonadas, incluidas las de los hijos e hijas mayores de edad con un discapacidad igual o superior al 65%, para, después, ser reclamadas, por parte del Estado, a los progenitores que tenían dicha obligación.

#### Matrimonio entre personas del mismo sexo y divorcio
En el año 2005, además, España reconoció legalmente el matrimonio entre personas del mismo sexo, aprobando la Ley 13/2005, siendo uno de los estados pioneros, a nivel mundial, en este ámbito. Esta equiparación del matrimonio civil, en derechos y deberes, independientemente del sexo de los cónyuges, abarcó, por tanto, su disolución. Ejercer el derecho de divorcio, o de separación legal, de la misma forma y manera que se realizaba, hasta el momento, por los matrimonios entre personas de distinto sexo. Para tal objetivo, se modificaron y sustituyeron en el Código Civil y en el resto de leyes complementarias los términos hombre (marido) y mujer, por términos neutros como cónyuges o consortes, Este enfocamento igualitario también se tuvo en cuenta en la aprobación posterior, con poco tiempo de diferencia, de la ley 15/2005, conocida como del divorcio exprés.

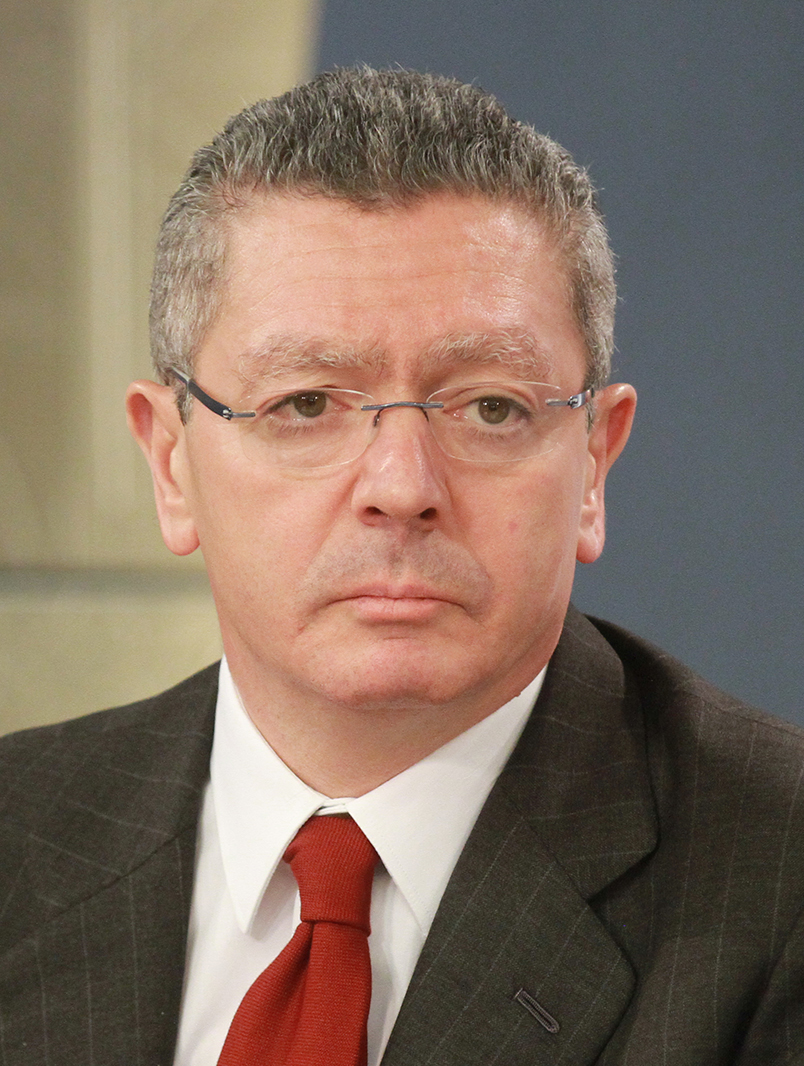
Alberto Ruiz-Gallardón, ministro de justicia (2011-2014), impulsor de la ampliación de 2015 de la ley de divorcio.

### Reforma del año 2015:divorcio notarial(Ley 15/2015)
En 2015, el gobierno del PP (Partido Popular) de Mariano Rajoy, a propuesta del ministro de justicia, Alberto Ruiz Gallardón, y con la continuidad de su sucesor, Íñigo Méndez de Vigo, impulsaría la aprobación, en el Congreso de los Diputados, de la Ley 15/2015 de Jurisdicción Voluntaria, se establece el divorcio notarial, con ello se introduce la posibilidad de que el divorcio pueda ser tramitado directamente por un notario, sin necesidad alguna de pasar por el juzgado. Siempre y cuando se cumplan las tres condiciones siguientes: sea de mutuo acuerdo, no existan hijos comunes menores de edad o discapacitados y hayan transcurrido un mínimo de tres meses desde la celebración del matrimonio. De no ser así, lógicamente, tienen que ser tramitados por los juzgados.
Esta medida tiene como principal motivación, según el propio gobierno e impulsor Alberto Ruiz-Gallardón, descongestionar, la más que saturada, administración de justicia y agilizar los trámites a los interesados.